# Bob Osborne
Robert Freer Osborne, detto Bob (Vancouver, 10 aprile 1913 – Vancouver, 8 maggio 2003), è stato un cestista e allenatore di pallacanestro canadese.

## Carriera
Ha fatto parte della nazionale di pallacanestro del Canada che ha conquistato la medaglia d'argento alle Olimpiadi di Berlino 1936, ma non ha giocato alcuna partita e il suo nome non figura tra i premiati.
Proveniente dall'high school Magee di Vancouver, nel 1930 Osborne entrò nell'Università della Columbia Britannica. Gareggiò sia come atleta sia come cestista. Già alla prima stagione, la squadra di basket vinse il titolo canadese battendo in finale i New Westminster Adanacs. Nel 1931 venne scelto come capitano della squadra. La guardia canadese, nel marzo 1932, diventò anche presidente della sezione atletica maschile dell'università.
Nel 1933 la squadra vinse il torneo intercittadino contro Vancouver. Nel 1934 si laureò, ma rimase per vari anni nella squadra, giocando un campionato intercittadino. Nel 1936 partecipò alle Olimpiadi. Dopo il ritiro, insegnò in una scuola di Vancouver e dal 1941 tornò all'Università per allenare la squadra femminile, finalista nel campionato nazionale.
Nel 1945 divenne direttore della scuola d'educazione fisica, sempre all'Università della Columbia Britannica. È stato a più riprese allenatore della prima squadra di basket e per i suoi ottimi risultati fu anche scelto come allenatore della nazionale canadese, dopo un campionato ai massimi livelli nel 1946. Fu anche allenatore alle Olimpiadi di Londra 1948.
Ricoprì varie cariche all'interno dell'università, ritirandosi solo nel 1978. Fa parte della Hall of Fame dell'U.B.C.